# Zosterops luteirostris
Zosterops luteirostris — вид воробьиных птиц из семейства белоглазковых (Zosteropidae). Подвидов не выделяют.

## Распространение
Эндемики острова Гизо (Соломоновы Острова). Живут в субтропических или тропических лесах и зарослях, на плантациях.

## Описание
Длина тела 11.5-12 см. Белое глазное кольцо разорвано спереди чёрным пятном. Лоб и зона у глаза также чёрные. Верхняя сторона тела желто-оливковая, нижняя полностью желтая. Клюв ярко-желтый, ноги желтые. Самец и самка похожи, неполовозрелые особи не описаны.

## Охранный статус
МСОП присвоил виду охранный статус EN.